# Fontenay-sur-Loing
Fontenay-sur-Loing é uma comuna francesa na região administrativa do Centro, no departamento Loiret. Estende-se por uma área de 9,69 km². Em 2010 a comuna tinha 1 737 habitantes (densidade: 179,3 hab./km²).